# Championnat du Togo de football 2021-2022
Navigation
Saison précédente Saison suivante
Le championnat du Togo de football 2021-2022 est la cinquante-septième édition de la première division togolaise. 
Le champion du Togo se qualifie pour la compétition continentale qu'est la Ligue des champions de la CAF.
ASKO Kara défend son titre et termine de nouveau champion à l'issue de la saison.

## Déroulement de la saison
Le championnat est scindé en deux groupes de huit équipes qui s'affrontent deux fois. Les trois premiers de poules sont qualifiés pour un mini-championnat dont le vainqueur est sacré champion du Togo.
Les deux derniers des poules sont relégués en deuxième division.

## Les clubs participants
- ASKO Kara
- FC Gbohloé-su des Lacs
- AS Togo-Port
- Gomido Kpalimé
- AC Semassi
- Dynamic Togolais
- Unisport de Sokodé
- AS OTR Lomé
- Ifodjè d'Atakpamé
- Anges FC de Notsé
- Sara Sport FC
- ASC Kara
- AS Binah
- Entente II Lomé
- Kotoko FC - promu de D2
- Kakadl FC - promu de D2

## Compétition
Le barème utilisé pour établir le classement est le suivant :
- Victoire : 3 points
- Match nul : 1 point
- Défaite, forfait ou abandon : 0 point

### Poule A
| Rang | Équipe                 | Pts | J  | G | N | P  | Bp | Bc | Diff |
| ---- | ---------------------- | --- | -- | - | - | -- | -- | -- | ---- |
| 1    | Dynamic Togolais       | 29  | 14 | 8 | 5 | 1  | 22 | 6  | +16  |
| 2    | Gomido Kpalimé         | 28  | 14 | 8 | 4 | 2  | 19 | 11 | +8   |
| 3    | AS Togo-Port           | 24  | 14 | 6 | 6 | 2  | 14 | 11 | +3   |
| 4    | Entente II Lomé        | 23  | 14 | 6 | 5 | 3  | 13 | 8  | +5   |
| 5    | OTR                    | 18  | 14 | 4 | 6 | 4  | 16 | 15 | +1   |
| 6    | FC Gbohloé-su des Lacs | 11  | 14 | 2 | 5 | 7  | 13 | 17 | -4   |
| 7    | Anges FC de Notsé      | 10  | 14 | 2 | 4 | 8  | 10 | 22 | -12  |
| 8    | Kotoko FCP             | 6   | 14 | 1 | 3 | 10 | 9  | 26 | -17  |

|  | Qualifié pour les play-offs                                                          |
|  | Relégation directe en deuxième division                                              |
|  | T : Tenant du titre C : Vainqueur de la Coupe du Togo P : Promu de deuxième division |

### Poule B
| Rang | Équipe             | Pts | J  | G  | N | P | Bp | Bc | Diff |
| ---- | ------------------ | --- | -- | -- | - | - | -- | -- | ---- |
| 1    | ASKO Kara T        | 34  | 14 | 10 | 4 | 0 | 23 | 5  | +18  |
| 2    | ASC Kara           | 27  | 14 | 7  | 6 | 1 | 22 | 7  | +15  |
| 3    | AS Binah           | 22  | 14 | 6  | 4 | 4 | 17 | 17 | 0    |
| 4    | Unisport de Sokodé | 20  | 14 | 5  | 5 | 4 | 13 | 11 | +2   |
| 5    | Sara Sport FC      | 14  | 14 | 3  | 5 | 6 | 13 | 21 | -8   |
| 6    | Kakadl FC P        | 12  | 14 | 2  | 6 | 6 | 12 | 17 | -5   |
| 7    | AC Semassi         | 11  | 14 | 3  | 2 | 9 | 11 | 22 | -11  |
| 8    | Ifodjè d'Atakpamé  | 9   | 14 | 1  | 6 | 7 | 5  | 15 | -10  |

|  | Qualifié pour les play-offs                                                          |
|  | Relégation directe en deuxième division                                              |
|  | T : Tenant du titre C : Vainqueur de la Coupe du Togo P : Promu de deuxième division |

### Play-off championnat
| Rang | Équipe           | Pts | J  | G | N | P | Bp | Bc | Diff |
| ---- | ---------------- | --- | -- | - | - | - | -- | -- | ---- |
| 1    | ASKO Kara T      | 22  | 10 | 6 | 4 | 0 | 16 | 4  | +12  |
| 2    | ASC Kara         | 18  | 10 | 6 | 0 | 4 | 17 | 9  | +8   |
| 3    | Dynamic Togolais | 13  | 10 | 3 | 4 | 3 | 8  | 10 | -2   |
| 4    | Gomido Kpalimé   | 11  | 10 | 2 | 5 | 3 | 8  | 13 | -5   |
| 5    | AS Binah         | 9   | 10 | 2 | 3 | 5 | 8  | 14 | -6   |
| 6    | AS Togo-Port     | 8   | 10 | 2 | 2 | 6 | 7  | 14 | -7   |

|  | Qualification pour la Ligue des champions de la CAF 2022-2023                        |
|  | Qualification pour la Coupe de la confédération 2022-2023                            |
|  | T : Tenant du titre C : Vainqueur de la Coupe du Togo P : Promu de deuxième division |

## Bilan de la saison
| Championnat du Togo de football 2021-2022 |                                    |
| Champion                                  | ASKO Kara (7e titre)               |
| Coupes et trophées                        |                                    |
| Vainqueur de la Coupe du Togo             | ASC Kara (Coupe de l'Indépendance) |
| Qualifications continentales              |                                    |
| Ligue des champions de la CAF 2022-2023   | ASKO Kara                          |
| Coupe de la confédération 2022-2023       | ASC Kara                           |
| Promotions et relégations                 |                                    |
| Promus en Championnat National            | Espoir FC                          |
| Promus en Championnat National            | Tambo FC                           |
| Relégués en Deuxième division             | Kotoko FC                          |
| Relégués en Deuxième division             | Ifodjè d'Atakpamé                  |